# 이경화 (경찰)
이경화(李景和, 1915년 2월 25일 ~ ?)는 일제강점기의 경찰이다.

## 생애
1936년 3월 31일 조선총독부 함경남도 순사로 임명되었다. 1936년 7월 10일부터 1937년 7월 6일까지 함경남도 혜산경찰서 순사로 근무하는 동안 국경 경비 업무를 수행하는 한편 항일 무장 세력 토벌에 가담했다.
1937년 7월 7일 만주사변에 협력한 공로를 인정받아 일본 정부로부터 훈8등 서보장, 만주 사변 종군기장을 받았으며, 일본 정부의 만주 사변 행상에서 훈공 을(勳功 乙)에 상신되었다. 1939년 3월 9일 일본 정부로부터 훈로 병(勳勞 丙)을 받았다.
친일반민족행위진상규명위원회가 발표한 친일반민족행위 705인 명단에 포함되었다.

## 참고자료
- 친일반민족행위진상규명위원회 (2009). 〈이경화〉. 《친일반민족행위진상규명 보고서 Ⅳ-11》. 서울. 731~735쪽.